# Mistrovství světa ve vodním slalomu 2014
Mistrovství světa ve vodním slalomu 2014 se uskutečnilo ve dnech 17.–21. září 2014 na trati na přehradní nádrži Deep Creek Lake v americkém Marylandu. Celkově se jednalo o 36. mistrovství světa ve vodním slalomu.

## Medailové pořadí zemí
| Pořadí | Země                         | Zlato | Stříbro | Bronz | Celkem |
| ------ | ---------------------------- | ----- | ------- | ----- | ------ |
| 1.     | Francie (FRA)                | 4     | 2       | 2     | 8      |
| 2.     | Austrálie (AUS)              | 2     | 0       | 0     | 2      |
| 3.     | Slovensko (SVK)              | 1     | 1       | 2     | 4      |
| 4.     | Slovinsko (SLO)              | 1     | 1       | 1     | 3      |
| 5.     | Spojené státy americké (USA) | 1     | 0       | 0     | 1      |
| 6.     | Česko (CZE)                  | 0     | 2       | 1     | 3      |
| 6.     | Spojené království (GBR)     | 0     | 2       | 1     | 3      |
| 8.     | Rakousko (AUT)               | 0     | 1       | 0     | 1      |
| 9.     | Německo (GER)                | 0     | 0       | 2     | 2      |
|        | Celkem                       | 9     | 9       | 9     | 27     |

## Muži
| Závod           | Zlato                                                                                           | Zlato  | Stříbro                                                                                               | Stříbro | Bronz                                                                                 | Bronz  |
| --------------- | ----------------------------------------------------------------------------------------------- | ------ | --- | ------- | ------------------------------------------------------------------------------------- | ------ |
| kánoe C1        | Fabien Lefèvre (USA)                                                                            | 106,82 | Benjamin Savšek (SLO)                                                                                 | 108,62  | Franz Anton (GER)                                                                     | 110,30 |
| kánoe C1 hlídky | Slovensko Michal Martikán Alexander Slafkovský Matej Beňuš                                      | 125,10 | Česko Michal Jáně Vítězslav Gebas Jan Mašek                                                           | 126,09  | Slovinsko Benjamin Savšek Luka Božič Anže Berčič                                      | 127,84 |
| kánoe C2        | Luka Božič/Sašo Taljat (SLO)                                                                    | 118,43 | Pierre Picco/Hugo Biso (FRA)                                                                          | 119,60  | Ladislav Škantár/Peter Škantár (SVK)                                                  | 122,78 |
| kánoe C2 hlídky | Francie Pierre Labarelle/Nicolas Peschier Gauthier Klauss/Matthieu Péché Pierre Picco/Hugo Biso | 140,96 | Slovensko Pavol Hochschorner/Peter Hochschorner Ladislav Škantár/Peter Škantár Tomáš Kučera/Ján Bátik | 143,13  | Česko Ondřej Karlovský/Jakub Jáně Jonáš Kašpar/Marek Šindler Tomáš Koplík/Jakub Vrzáň | 152,51 |
| kajak K1        | Boris Neveu (FRA)                                                                               | 101,61 | Sébastien Combot (FRA)                                                                                | 102,34  | Mathieu Biazizzo (FRA)                                                                | 102,92 |
| kajak K1 hlídky | Francie Mathieu Biazizzo Sébastien Combot Boris Neveu                                           | 112,79 | Česko Jiří Prskavec Vavřinec Hradilek Vít Přindiš                                                     | 115,11  | Spojené království Richard Hounslow Joe Clarke Thomas Brady                           | 123,24 |

## Ženy
| Závod                                    | Zlato                                                    | Zlato  | Stříbro                                                                  | Stříbro | Bronz                                                     | Bronz  |
| ---------------------------------------- | -------------------------------------------------------- | ------ | ------------------------------------------------------------------------ | ------- | --------------------------------------------------------- | ------ |
| kánoe C1                                 | Jessica Foxová (AUS)                                     | 132,85 | Mallory Franklinová (GBR)                                                | 138,78  | Oriane Reboursová (FRA)                                   | 139,62 |
| kánoe C1 hlídky (medaile se neudělovaly) | Česko Kateřina Hošková Monika Jančová Martina Satková    | 170,22 | Spojené království Mallory Franklinová Jasmine Royleová Eilidh Gibsonová | 181,83  | Francie Caroline Loirová Oriane Reboursová Lucie Bauduová | 218,69 |
| kajak K1                                 | Jessica Foxová (AUS)                                     | 114,01 | Fiona Pennieová (GBR)                                                    | 114,97  | Melanie Pfeiferová (GER)                                  | 120,01 |
| kajak K1 hlídky                          | Francie Carole Bouzidiová Nouria Newmanová Émilie Ferová | 132,47 | Rakousko Corinna Kuhnleová Lisa Leitnerová Viktoria Wolffhardtová        | 139,46  | Slovensko Elena Kaliská Jana Dukátová Kristína Nevařilová | 140,31 |